# ليفيو انتال
ليفيو انتال (بالرومانية: Liviu Antal)‏ (2 يونيو 1989 في رومانيا - ) هو لاعب كرة قدم روماني في مركز الوسط. شارك مع منتخب رومانيا تحت 21 سنة لكرة القدم ومنتخب رومانيا لكرة القدم. أما مع النوادي، فقد لعب مع بيتار القدس وسي إس باندوري تارغو جيو وسي إف آر كلوج وغنتشلربيرليغي ونادي أوتسيلول غالاتسي ونادي تارغو موريش ونادي جالغيريس ونادي فاسلوي ونادي هبوعيل تل أبيب وكونكورديا كياجنا.

## وصلات خارجية
- ليفيو انتال على موقع الاتحاد الأوربي (الإنجليزية)
- ليفيو انتال على موقع اتحاد تركيا (لاعب) (الإنجليزية)
- ليفيو انتال على موقع قاعدة بيانات كرة القدم.إي يو (الإنجليزية)
- ليفيو انتال على موقع ناشيونال فوتبول تيمز (الإنجليزية)
- ليفيو انتال على موقع Soccerway.com (الإنجليزية)
- ليفيو انتال على موقع عالم كرة القدم.نت (الإنجليزية)